# Tetracnemus heterocornis
Tetracnemus heterocornis är en stekelart som beskrevs av Mani och Saraswat 1974. Tetracnemus heterocornis ingår i släktet Tetracnemus och familjen sköldlussteklar. Inga underarter finns listade i Catalogue of Life.